# 진해신항중학교
진해신항중학교(鎭海新港中學校)는 대한민국 경상남도 창원시 진해구 용원동에 있는 공립 중학교이다.

## 학교 연혁
- 2018년 12월 14일 : 진해신항중학교 설립 인가
- 2019년 3월 1일 : 진해신항중학교 개교(3학급)
- 2019년 3월 1일 : 초대 이종보 교장 취임
- 2023년 2월 10일 : 제2회 졸업식(127명 졸업, 누계 189명)
- 2023년 3월 1일 : 17(1)학급 인가
- 2023년 3월 2일 : 제2대 이상래 교장 취임
- 2023년 3월 2일 : 제5회 입학식(162명)

## 참고 자료
- 진해신항중학교 - 한국교육학술정보원 학교알리미